# كونسيويلو ماك
كونسيويلو ماك (بالإنجليزية: Consuelo Mack)‏ هي صحفية أمريكية، ولدت في 30 نوفمبر 1949 في نيويورك في الولايات المتحدة.

## وصلات خارجية
- كونسيويلو ماك على موقع IMDb (الإنجليزية)